# 第120師団 (日本軍)
第120師団（だいひゃくにじゅうしだん）は、大日本帝国陸軍の師団の一つ。

## 沿革
1944年（昭和19年）7月、第12師団が満州から台湾に転用されたため、東寧において第12師団の残留者を基幹に第120師団が編成された。同年12月末に編成が完了し第3軍に編入。満州東部の警備と治安維持に当る。
1945年（昭和20年）3月、満州から朝鮮半島南部に転用され、第17方面軍隷下となり、慶山に司令部を置き、釜山、大邱方面の防衛を担当した。同年8月9日、ソ連軍の対日参戦（ソ連対日参戦）に伴い、師団主力は京城に、歩兵第261連隊は平壌に移動したが、戦闘を交えることなく終戦を迎えた。

## 師団概要

### 歴代師団長
- 柳川真一 中将：1944年11月27日 - 終戦[1]

### 参謀長
- 三原七郎 大佐：1944年（昭和19年）11月27日 - 1945年7月26日[2]
- 中西満洲次郎 中佐：1945年（昭和20年）7月26日 - 終戦[3]

### 最終司令部構成
- 参謀長：中西満洲次郎中佐
  - 参謀：渋谷三千雄少佐

### 最終所属部隊
- 歩兵第259連隊（丸亀）：本 繁久大佐
- 歩兵第260連隊（徳島）：橋本孝一大佐
- 歩兵第261連隊（高知）：大西角一大佐
- 第120師団砲兵隊：三原光雄少佐
- 第120師団工兵隊：
- 第120師団通信隊：
- 第120師団輜重隊：